# Манига, Мирланд
Мирланд Манига́ (фр. Mirlande Manigat; род. 3 ноября 1940, Мирагоан) — гаитянский политик, кандидат в президенты на выборах 2010-11 годов, учёный-юрист. Руководитель Объединения прогрессивных национал-демократов — одной из крупнейших оппозиционных сил в стране. Жена Лесли Манига, президента Гаити в январе-июне 1988 года.

## Биография
Получила высшее образование в Парижском университете, где познакомилась со своим будущим мужем Лесли Манига, приговорённым на родине к смертной казни. В 1970 году они поженились и жили во Франции, Тринидаде и Тобаго и Венесуэле и лишь в 1986 году вернулись в Гаити. В январе 1988 года её муж стал президентом Гаити, однако уже в июне был смещён Анри Намфи. В том же году Мирланд Манига стала сенатором. В 2006 году отказалась от мандата сенатора после непрозрачных, по её мнению, президентских выборов (её муж занял на них второе место).
Манига выставила свою кандидатуру на президентских выборах 2010 года как кандидат от ОПНД, хотя некоторые другие оппозиционные партии поддержали её кандидатуру. Главным пунктом своей предвыборной кампании Манига сделала борьбу с коррупцией. В случае избрания Манига обещала также бороться с неграмотностью и развивать систему образования, разрешить двойное гражданство для многочисленной гаитянской диаспоры. Свою политику Манига называет «капитализмом с человеческим лицом» и видит пример для подражания в экс-президенте Бразилии Луисе Инасиу Луле да Силве.
В первом туре выборов Манига получила 31,37% голосов и заняла первое место. Тем не менее, сразу же после первого тура Манига заявила о том, что выборы были непрозрачными. Кроме того, она требовала отмены итогов голосования, однако после объявления предварительных результатов, по которым она вышла на первое место по числу поданных голосов, она открестилась от призывов. Отмечается, что на руку Манига сыграл недостаточной опыт провластного кандидата Жюда Селестена, который также вышел во второй тур. Многие жители Гаити полагают, что в случае избрания её президентом Лесли Манига будет оказывать большое влияние на её политику.
Также является вице-ректором Университета Кискейя в Порт-о-Пренсе.